# Weichtier des Jahres (Deutschland)
Das Weichtier des Jahres wird seit dem Jahr 2003 jährlich durch ein Kuratorium aus Vertretern von wissenschaftlichen Fachgesellschaften und Institutionen der Weichtierforschung (Malakologie) ausgerufen, um auf den Rückgang dieser Tiere aufmerksam zu machen.
Die Auswahl des Weichtieres des Jahres erfolgt nach der Gefährdung der Art oder ihres Lebensraumes durch den Menschen. Nicht unwesentlich ist dabei auch die Wirkung von Schnecken auf viele Menschen (Ekel), aus diesem Grund werden meist sehr auffällige oder interessante Arten gewählt. Damit wird auch für den zoologischen Laien die Wiedererkennung gewährleistet.

## Bisherige Weichtiere des Jahres
| Jahr | deutscher Name                 | wissenschaftlicher Name      | Abbildung                            |
| ---- | ------------------------------ | ---------------------------- | ------------------------------------ |
| 2003 | Bauchige Windelschnecke        | Vertigo moulinsiana          | 2003 Bauchige Windelschnecke         |
| 2004 | Gemeine Kahnschnecke           | Theodoxus fluviatilis        | 2004 Gemeine Kahnschnecke            |
| 2005 | Tigerschnegel                  | Limax maximus                | 2005 Tigerschnegel                   |
| 2006 | Gemeine Flussmuschel           | Unio crassus                 | 2006 Gemeine Flussmuschel            |
| 2007 | Maskenschnecke                 | Isognomostoma isognomostomos | 2007 Maskenschnecke                  |
| 2008 | Mäuseöhrchen                   | Myosotella myosotis          | 2008 Mäuseöhrchen                    |
| 2009 | Husmanns Brunnenschnecke       | Bythiospeum husmanni         |                                      |
| 2010 | Gemeine Schließmundschnecke    | Alinda biplicata             | 2010 Gemeine Schließmundschnecke     |
| 2011 | Zierliche Tellerschnecke       | Anisus vorticulus            | 2011 Zierliche Tellerschnecke        |
| 2012 | Schlanke Bernsteinschnecke     | Oxyloma elegans              | 2012 Schlanke Bernsteinschnecke      |
| 2013 | Europäische Auster             | Ostrea edulis                | 2013 Europäische Auster              |
| 2014 | Knoblauch-Glanzschnecke        | Oxychilus alliarius          | 2014 Knoblauch-Glanzschnecke         |
| 2015 | Mantelschnecke                 | Myxas glutinosa              | 2015 Mantelschnecke                  |
| 2016 | Große Erbsenmuschel            | Pisidium amnicum             | 2016 Große Erbsenmuschel             |
| 2017 | Schöne Landdeckelschnecke      | Pomatias elegans             | 2017 Schöne Landdeckelschnecke       |
| 2018 | Neptunschnecke                 | Neptunea antiqua             | 2018 Neptunschnecke                  |
| 2019 | Heideschnecke                  | Helicella itala              | 2019 Heideschnecke                   |
| 2020 | Gefleckte Schüsselschnecke     | Discus rotundatus            | 2020 Gefleckte Schüsselschnecke      |
| 2021 | Gewöhnlicher Tintenfisch       | Sepia officinalis            | 2021 Gewöhnlicher Tintenfisch        |
| 2022 | Bayerische Zwergdeckelschnecke | Sadleriana bavarica          | 2022 Bayerische Zwergdeckelschnecke  |
| 2023 | Bierschnegel                   | Limacus flavus               | Salyangoz                            |
| 2024 | Flussperlmuschel               | Margaritifera margaritifera  | Group of Margaritifera margaritifera |
| 2025 | Stumpfe Sumpfdeckelschnecke    | Viviparus viviparus          | Stumpfe Sumpfdeckelschnecke          |